# Zizi Halama

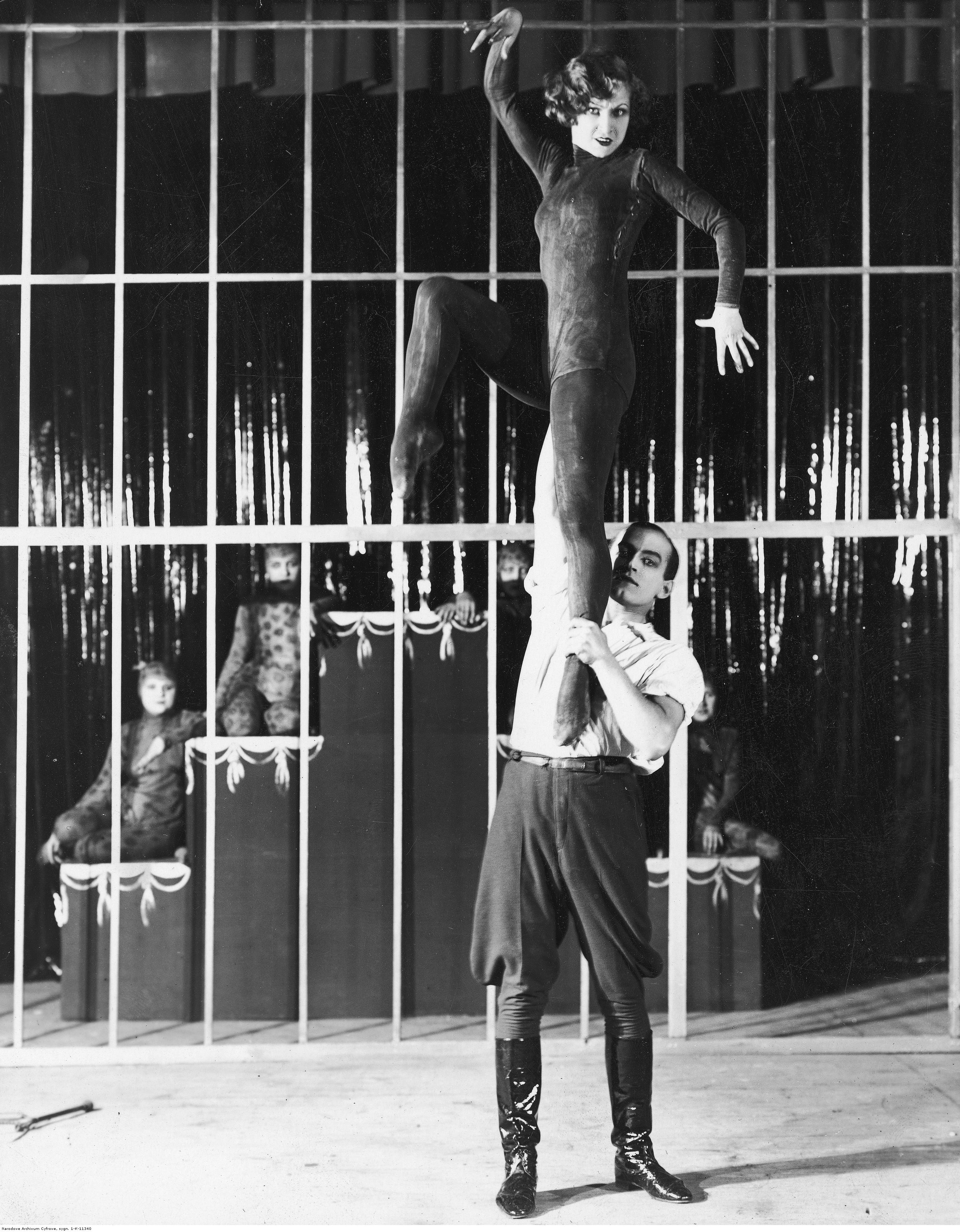
Zizi Halama i Tadeusz Olsza w rewii 1000 pięknych dziewcząt

Zizi Halama, właśc. Józefa Helena Halama-Sędzimirowa(ur. 17 stycznia 1905 w Czerwińsku nad Wisłą, zm. 3 października 1975 w Zakopanem) – polska tancerka.
Była córką tancerki Marty Cegielskiej i muzyka Stanisława Halamy. Do lat 30. XX wieku występowała z trzema siostrami i matką w zespole tanecznym Siostry Halama. Występowały głównie w warszawskich teatrach rewiowych takich jak Morskie Oko.
Następnie związała się z grupą baletową Feliksa Parnella, z którym występowała w różnych krajach Europy.
Wyszła za mąż za Stefana Sędzimira.
W 1950 z powodów zdrowotnych wycofała się ze sceny. Przez pewien czas poświęcała się pracy pedagogicznej. Ostatnie lata życia spędziła w Zakopanem.
Oboje z mężem pochowani są na Nowym Cmentarzu w Zakopanem.

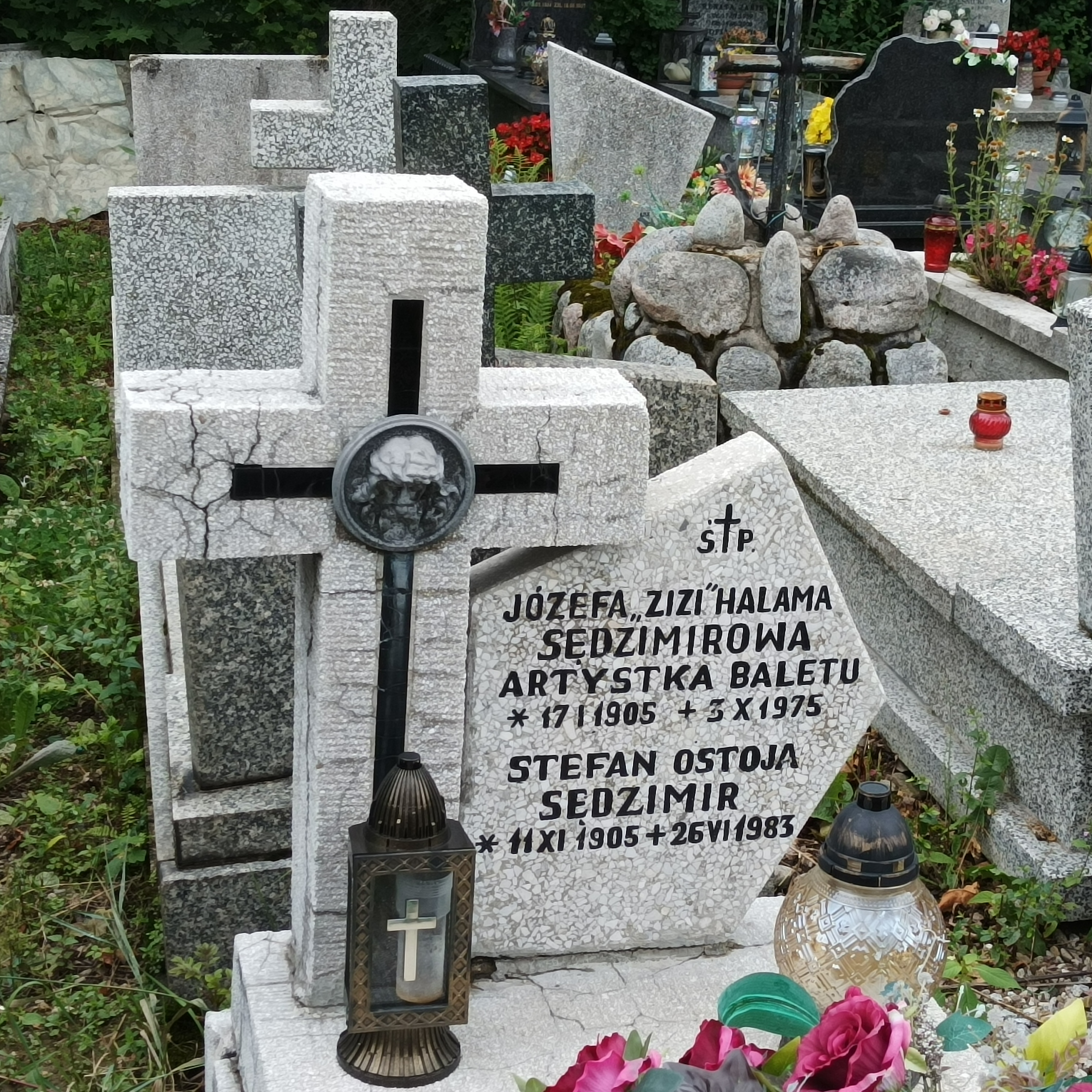
Grób Zizi Halamy na Nowym Cmentarzu w Zakopanem

## Występy rewiowe (wybór)
- Szopka nad szopkami, 1927 (teatr Perskie Oko)
- Warszawa – Paryż, 1928 (teatr Karuzela) reż. Pawłowski
- Confetti, 1928 (teatr Morskie Oko)
- Wielka rewia karnawałowa, 1928 (teatr Morskie Oko)
- Halama u nas, 1930 (teatr Morskie Oko)
- Tęcza nad Warszawą, 1932 (teatr Morskie Oko)
- Tańce, hulanki, swawole, 1933 (teatr Wielka Rewia)
- Cyganeria rozfikana, 1934 (teatr Cyganeria)
- Piękna Helena, 1935 (Teatr Letni) reż. Hemar

## Filmografia
- 1932: Biała trucizna